# Daniel Yousefi
Arian Daniel Yousefi, född 1989, är en svensk författare, bosatt och verksam i Stockholm. Han debuterade 2019 med den omdiskuterade Den åttonde kontinenten, en dokumentär-poetisk skildring av flyktingkrisen 2015 som utgick från författarens egna erfarenheter som tolk i flyktingläger i södra Europa. Den åttonde kontinenten nominerades till Katapultpriset. År 2023 utkom hans andra bok, romanen Återkomster, som prisades av Albert Bonniers stipendiefond.  